# Geschiedenis van Gelderen
Geldern (Nederlands: Gelder of Gelderen) is een stad in Duitsland, in het district Kleef (Noordrijn-Westfalen). Geldern ligt aan de rivier de Niers, op circa twintig kilometer ten noordoosten van Venlo. De afstand tot de Nederlandse grens bedraagt hemelsbreed echter maar zeven kilometer. Het is een plaats die alleen door de loop der geschiedenis buiten het staatsverband der Nederlanden is gebleven, maar die een Nederlandse en Nederlandstalige oorsprong heeft. Haar historische betekenis voor deze regio is veel groter geweest dan haar huidige geografische positie zou doen vermoeden. Haar omvang was overigens altijd wel bescheiden, maar de stad heeft in de laatste drie eeuwen haar historisch en potentieel belang geheel verloren. Thans is zij niet meer dan een kleine provincieplaats in de grensstreek. Het inwonertal bedroeg eind 2005 34.035.

Afbeelding rechts: het stadswapen van Geldern, waarvan de basis terugkeert in het wapen van de Nederlandse provincie Limburg (zie onder).

## Stedelijke geschiedenis
De geschiedenis van Gelderen, nu de Duitse stad Geldern, begint met de nederzetting Gelre, die voor het eerst werd vermeld rond het jaar 900. De eerste Graaf van Gelre verscheen in 1096 ten tonele. Graaf Gerhard noemde zich toen Van Gelre. Vanaf 1125 werd dit een vaste familienaam. 
Aan de Niers werd een burcht gebouwd, waarnaast de stad Gelre ontstond. Rondom de stichting van het kasteel bestaat de Wichardsage. Hierin wordt verhaald hoe Wichard een draak versloeg die 'Gelre' brulde waarna hij stierf – en dit werd de naam van de burcht die hij op die plaats stichtte. In de dertiende eeuw werd deze ommuurd (stadsrechten in 1229). Er kwamen vier stadspoorten, waarvan er een ten behoeve van het stadskasteel was, dat aan de noordwestkant van de stad lag. De drie andere poorten waren de Issumerpoort, de Hartpoort en de Geldersche poort. De graven en vanaf 1339 hertogen van Gelre resideerden tot 1347 in hun kasteel bij de stad, die de voornaamste was in het Gelderse Overkwartier. Alle huidige deelgemeenten van de stad, met uitzondering van Hertefeld, hoorden bij Opper-Gelre.
Vermeldingswaard is nog het jaar 1306 of 1315 wanneer het Karmelietenklooster werd gesticht in Geldern; later kwamen er nog andere kloosters in de stad. Van 1400 tot 1418 werd de laatgotische St. Maria Magdalenakerk gebouwd.

### Nederlandse periode
In 1543 kwam de stad met de rest van het hertogdom Gelre aan Karel V (Traktaat van Venlo). Dit gewest werd aldus een deel van de Bourgondische Kreis, en ging zo deel uitmaken van de Zeventien Provinciën. Op 2 mei 1547 brandde een groot deel van de stad af (200 huizen en schuren). De stad zou tot 1703 bij de Zuidelijke Nederlanden blijven, met een onderbreking van 1578 tot 1587, toen de stad in handen van de opstand was.

### Pruisische en Duitse periode

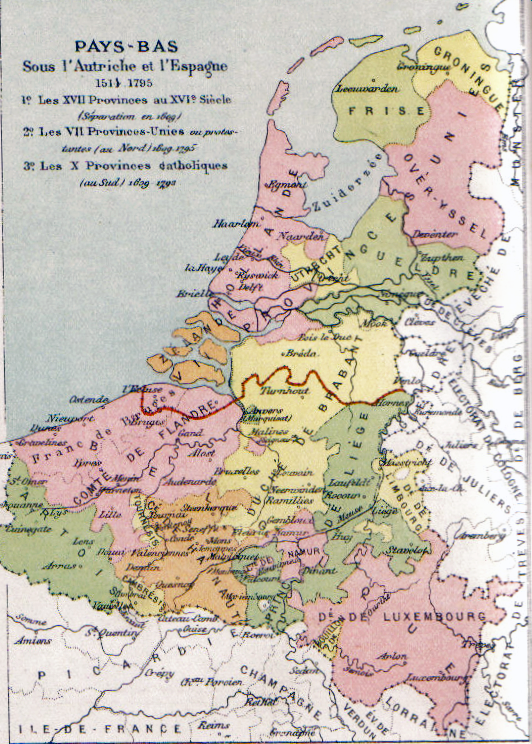
Kaart van de Zeventien Provinciën na 1713.
In rood de lijn de van de scheiding tussen de Noordelijke en de Zuidelijke Nederlanden.
Het Opperkwartier van Gelre kwam in 1713 aan Pruisen.

In 1703 werd Gelderen tijdens de Spaanse Successieoorlog door Pruisen zwaar met artillerie gebombardeerd en ten slotte veroverd. Bij de Vrede van Utrecht in 1713 werd bekrachtigd dat de stad en het voormalige Overkwartier Pruisisch werd.
De stad was grotendeels hersteld – mede met geld van de koning van Pruisen – van het bombardement van 1703, toen in 1735 een kruittoren ontplofte en het grootste deel van de stad weer verwoest werd.
Ze werd later Duits, afgezien van de Franse bezetting van 1794 tot 1814.
Na de Eerste Wereldoorlog lag Geldern in de Belgische bezettingszone van de Rijnprovincie.
Aan het einde van de Tweede Wereldoorlog werd circa 80% van de stad verwoest door geallieerde luchtbombardementen.
Na de Tweede Wereldoorlog werd Geldern ingedeeld in de nieuwe deelstaat Noordrijn-Westfalen. In 1975 ging het district Geldern op in het district Kleef.

## Taal
Geldern of Gelderen was een Nederlandstalige stad. De archieven zijn dus ook in het Nederlands van die tijd. Doordat Otto von Bismarck vanaf 1870 verordonneerde dat in het Duitse rijk geen andere taal meer mocht worden gedoceerd of ambtelijk gebruikt, is het Nederlands geleidelijk uitgestorven.

## Gewestelijke geschiedenis

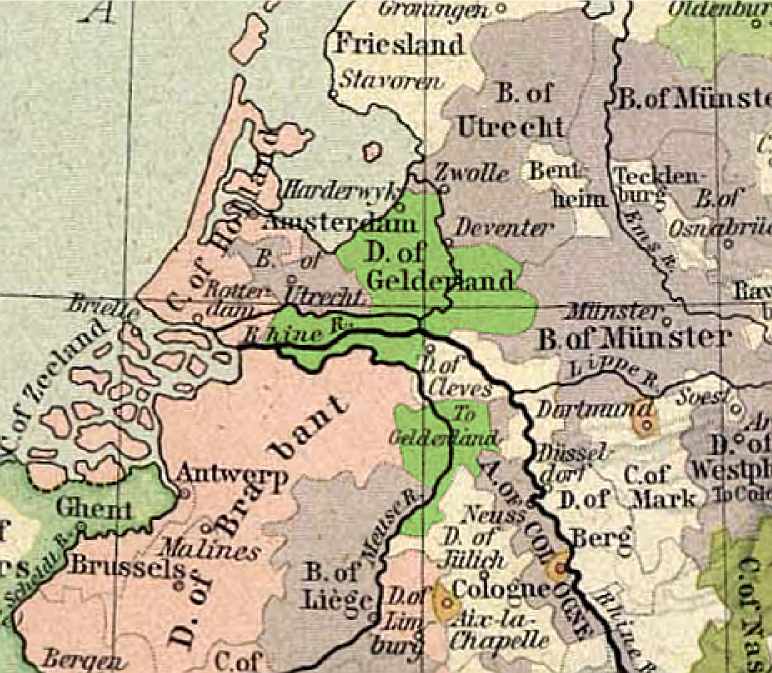
Gelre in 1477

De plaats Geldern is in Nederland relatief onbekend, terwijl zij voor de Nederlanden toch een belangrijke historische rol heeft gespeeld.
Niet alleen de huidige Nederlandse provincie Gelderland was er enkele eeuwen mee verbonden, maar ook, en nog veel langer, het grootste deel van het huidige Noord-Limburg met plaatsen als Venlo, Venray en Horst aan de Maas, alsmede een geringer deel van Midden-Limburg, bijvoorbeeld Roermond. In het onderstaande wordt daarom uitgebreid op de historische situatie ingegaan, terwijl de actuele situatie vanuit Nederlands oogpunt weinig relevant is.

### Noordelijk Gelderland
De Nederlandse provincie Gelderland verwijst in haar naam naar de stad en het vroegere Land van Gelre. Deze provincie is de opvolger van het historische hertogdom Gelre (ook: Gelder, Gelderen), dat rond de stad Geldern is ontstaan. Tot het Hertogdom Gelre behoorden de drie kwartieren van Neder-Gelre:
- (1) het Graafschap Zutphen,
- (2) het Kwartier van Veluwe,
- (3) stad en Kwartier van Nijmegen, met het Land van Maas en Waal en de Betuwe,

uit welke drie noordelijke kwartieren de latere Nederlandse provincie Gelderland is ontstaan.

### Zuidelijk (Limburgs) Gelderland
Ter onderscheiding van dit noordelijke of Neder-Gelre, dat wel tot de bezittingen van hertogdom behoorde, maar er geografisch niet mee verbonden was, werd het zuidelijke stamgebied van het hertogdom aangeduid als Opper-Gelre, of het Opperkwartier of Overkwartier van Gelre. In de middeleeuwen was het grote, uit vier kwartieren bestaande Gelre een zelfstandig en belangrijk hertogdom. Het Hertogdom Kleef vormde echter een wig tussen de noordelijke en de zuidelijke gebiedsdelen. De zelfstandigheid eindigde definitief in 1543. Als gevolg van de Tachtigjarige Oorlog werd Gelre ook staatkundig gesplitst. De drie noordelijke kwartieren namen deel aan de Unie van Utrecht (1579) en gingen later als Gelderland deel uitmaken van de Republiek der Zeven Verenigde Nederlanden. Opper-Gelre was daarentegen deel van de Zuidelijke Nederlanden.
In dat Opperkwartier waren naast Gelder zelf ook Venlo en Roermond belangrijke plaatsen. Deze beide steden lagen aan de Maas en in de westelijke helft van dat gebied, die later bij het Koninkrijk der Nederlanden en de provincie Limburg zou komen, terwijl de oostelijke helft Pruisisch en later Duits werd. Daartoe zou tussen 1713 en 1815 echter nog een tussenfase worden doorlopen.

#### Vierdeling
Het Overkwartier of Opper-Gelre bleef in Spaanse handen, maar na de Vrede van Utrecht in 1713 werd ook dit gebied verder gesplitst:
- Pruisisch Overkwartier: het grootste deel met de hoofdstad Geldern kwam in handen van Pruisen. Zo kwamen ook van het huidige Nederlandse Noord-Limburg rechts van de Maas de volgende plaatsen onder Pruisisch bestuur: Arcen, Afferden, Bergen, Middelaar, Velden en Well, en links van de Maas de hele streek tussen Kessel en Venray. Deze gebieden werden in 1815 weer Nederlands;
- Staats Overkwartier: Venlo en omgeving kwam bij de Republiek en werd Staats-Opper-Gelre;
- Guliks Overkwartier: Erkelens (Erkelenz) ging naar het hertogdom Gulik;
- Oostenrijks Overkwartier: alleen Roermond en enkele omliggende gemeenten bleven onder het gezag van de Habsburgers — nu de Oostenrijkse tak — en werden Oostenrijks Gelre. Het ging, naast Roermond zelf, om de plaatsen: Herten, Maasniel, Meijel, Nederweert, Swalmen en Asselt, Weert en Wessem, alsmede de nu in Duitsland liggende gemeenten Cruchten (ook Brempt en Elmpt) en Wegberg (ook Rickelrath). Weert, Wessem en Nederweert waren vrije heerlijkheden; Herten en Maasniel, met ook nog de dorpen Leeuwen, Merum, Ool en Asenray, maakten deel uit van de heerlijkheid Dalenbroek (Daelenbroeck). Oostenrijks Gelre vormde geen aaneengesloten gebied. Meer zuidelijk aan de Maas lagen nog Obbicht en Papenhoven, maar die gingen in 1785 door het Verdrag van Fontainebleau over naar Staats-Opper-Gelre.

→ In 1790 was dit kleine 'Belgisch' Gelre een van de stichtende leden van de Verenigde Nederlandse Staten.

#### Tweedeling
Bij het Verdrag van Wenen van 1815 kwam het westelijk deel van Pruisisch Opper-Gelre weer bij het Verenigd Koninkrijk der Nederlanden, alsmede Staats-Opper-Gelre (Venlo) en Oostenrijks Gelder (Roermond). Al deze delen van het vroegere Overkwartier gingen toen op in de grote provincie Limburg.
De oorspronkelijk eenheid van het Overkwartier, dat met de stad Gelder(en) als uitgangspunt en geografisch centrum tot aan 1703 eeuwenlang bij de Nederlanden had behoord, en uiteindelijk een eeuw later ook weer gedeeltelijk Nederlands werd, is daarmee verloren gegaan. Het Nederlandse Noord- en gedeeltelijk ook Midden-Limburg kunnen echter evenzeer als de stad Geldern beschouwd worden als de erfgenamen van het oude stamgebied. Zij delen met dit Geldern een lange gemeenschappelijke geschiedenis, die door de huidige staatsgrens en de nieuwe provincienaam Limburg volledig onzichtbaar gemaakt is.

## Wapen van de provincie Limburg
Het belang van dit erfgoed in algemene zin wordt ook op heraldische wijze tot uitdrukking gebracht. Het gevierendeelde provinciewapen van de Nederlandse provincie Limburg bevat namelijk naast de ongekroonde zwarte leeuw van Gulik (rechtsboven), ook de gekroonde rode van Valkenburg (linksboven) en de gekroonde gouden van Gelder (rechtsonder), alsmede de hoorns van het Graafschap Horne.